# Balassagyarmat
Balassagyarmat is een plaats (város) en gemeente in het Hongaarse comitaat Nógrád met 14.262 inwoners (2021). De stad ligt aan de Ipoly, die hier de grens met Slowakije vormt.
Tot 1950 was Balassagyarmat de hoofdstad van Nógrád. Hieraan herinnert het feit in de stad nog altijd een regionale rechtbank is gevestigd. Ook bevindt zich hier een gevangenis, de oudste die met dat doel in Hongarije werd gebouwd.
In 2005 kreeg Balassagyarmat de officiële eretitel Civitas Fortissima ("de dapperste stad"), ter herinnering aan het feit dat gewapende vrijwilligers hier in januari 1919 Tsjecho-Slowaakse troepen terug wisten te slaan. Het centrale plein van de stad heet sinds 2009 het Civitas Fortissima tér.
In Balassagyarmat bevindt zich een museum dat gewijd is aan de Palóczen (Palócok), de traditionele bevolking van deze streek, die van oudsher bekendstaat vanwege zijn dialect, klederdracht en huizenbouw. De schrijver Kálmán Mikszáth, die tussen 1871 en 1873 in de Balassagyarmat werkte, noemde de stad de hoofdstad van de Palóczen.

## Partnersteden
Balassagyarmat onderhoudt jumelages met Dej (Roemenië), Heimenkirch (Duitsland), Ostrołęka (Polen), Lamezia Terme  (Italië) en Slovenské Ďarmoty (Slowakije). De laatste plaats ligt direct aan de overkant van de Ipoly en bestond tot 1920 uit buitenwijken van Balassagyarmat.
Stad met comitaatsrecht (megyei jogú város): Salgótarján

Steden (város): Balassagyarmat · Bátonyterenye · Pásztó · Rétság · Szécsény

Overige gemeenten (község): Alsópetény · Alsótold · Bánk · Bárna · Becske · Bér · Bercel · Berkenye · Bokor · Borsosberény · Buják · Cered · Csécse · Cserháthaláp · Cserhátsurány · Cserhátszentiván · Csesztve · Csitár · Debercsény · Dejtár · Diósjenő · Dorogháza · Drégelypalánk · Ecseg · Egyházasdengeleg · Egyházasgerge · Endrefalva · Erdőkürt · Erdőtarcsa · Érsekvadkert · Etes · Felsőpetény · Felsőtold · Galgaguta · Garáb · Héhalom · Herencsény · Hollókő · Hont · Horpács · Hugyag · Iliny · Ipolytarnóc · Ipolyvece · Jobbágyi · Kálló · Karancsalja · Karancsberény · Karancskeszi · Karancslapujtő · Karancsság · Kazár · Keszeg · Kétbodony · Kisbágyon · Kisbárkány · Kisecset · Kishartyán · Kozárd · Kutasó · Legénd · Litke · Lucfalva · Ludányhalászi · Magyargéc · Magyarnándor · Márkháza · Mátramindszent · Mátranovák · Mátraszele · Mátraszőlős · Mátraterenye · Mátraverebély · Mihálygerge · Mohora · Nagybárkány · Nagykeresztúr · Nagylóc · Nagyoroszi · Nemti · Nézsa · Nógrád · Nógrádkövesd · Nógrádmarcal · Nógrádmegyer · Nógrádsáp · Nógrádsipek · Nógrádszakál · Nőtincs · Őrhalom · Ősagárd · Palotás · Patak · Patvarc · Piliny · Pusztaberki · Rákóczibánya · Rimóc · Romhány · Ságújfalu · Sámsonháza · Sóshartyán · Szalmatercs · Szanda · Szarvasgede · Szátok · Szécsénke · Szécsényfelfalu · Szendehely · Szente · Szilaspogony · Szirák · Szügy · Szuha · Szurdokpüspöki · Tar · Terény · Tereske · Tolmács · Vanyarc · Varsány · Vizslás · Zabar